# ۷۹۴ (خورشیدی)
۷۹۴ هفتصد و نود و چهارمین سال هجری خورشیدی است.